# Sergio Bagatti
Sergio Bagatti (Olbia, 27 febbraio 1949) è un allenatore di calcio ed ex calciatore italiano, di ruolo attaccante.

## Carriera
Ha giocato in Serie A con le maglie di Mantova e Lanerossi Vicenza. È in seguito diventato allenatore, prettamente nelle categorie minori, vincendo il campionato di Eccellenza Sarda per ben 3 volte negli anni 1996-97, 1997,98, 2002-03.